# Albert Demčenko
Albert Mihajlovič Demčenko (ruski: Альберт Михайлович Демченко, Čusovoj, 27. studenoga 1971.) ruski je sanjkaš koja se natjecao od 1992. godine. Nastupio je na čak sedam Zimskih olimpijskih igara.
Osvojio je prvu medalju na Zimskim olimpijskim igrama u Torinu 2006. godine. Bio je srebrni u muškom pojedinačnom natjecanju. Na svojim šestim Olimpijskim igrama 2010. osvojio je četvrto mjesto.
Albert Demčenko također je osvojio osam medalja na Europskom prvenstvu s četiri zlata (muški pojedinačno: 2006., 2010., mješovito: 2012., 2014.), dva srebra (pojedinačno: 1996., 2008.), i dvije bronce (par: 1996.; mješoviti tim: 2013).
Bio je ukupni svjetski prvak u sanjkanju u muškoj pojedinačnoj konkurenciji u sezoni 2004.-'05.
U prosincu 2017. bio je jedan od jedanaestorice ruskih sportaša kojima je zabranjeno doživotno da nastupaju na Olimpijskim igrama od strane Međunarodnog olimpijskog odbora, nakon dopinga na Zimskim olimpijskim igrama 2014. U siječnju 2018., Tatjana Ivanova i on uspješno su se žalili na ovu odluku i ona je poništena.